# Misha B
Misha Amber Bryan, meglio nota come Misha B (Greater Manchester, 10 febbraio 1992) è una cantante e rapper britannica di origine giamaicana.
È famosa per essere stata una semifinalista dell'ottava edizione di The X Factor e per avere una voce ritenuta migliore e più potente dell'intera stagione. In seguito all'importante avvenimento, rilascia nel 2012 il singolo Home Run, primo estratto dall'album di debutto Why Hello World, che raggiunge l'undicesima posizione nelle classifiche inglesi e nel 2013, successivamente all'uscita del singolo Do You Think of Me (non facente parte di nessun album in studio), pubblica il secondo, Knock Knock, accompagnato dal singolo Here's to Everything (Ooh La La). Viene, nell'anno successivo, rilasciato il singolo Where Did We Go.

## Biografia

### 2011-2012:The X Factor,Home RuneWhy Hello World
Fa la sua prima comparsa nel mondo della musica nel 2011, presentandosi alle audizioni del talent show britannico The X Factor, dove si esibisce con una sua versione rap del brano Respect di Aretha Franklin e riscuotendo applausi dall'immensa folla del palco, che per lei compie una standing ovation, e quattro "si" dai giudici. Successivamente riesce ad accedere ai live show sotto la guida di Kelly Rowland, rappresentante la categoria delle "Under Donne" e viene eliminata dopo essere stata la meno votata a causa della sua interpretazione di F**kin' Perfect di Pink (censurata drasticamente cambiando numerosi versi e chiamata semplicemente Perfect).
Nel 2012 pubblica il singolo Home Run, che raggiunge la undicesima posizione nelle classifiche inglesi e anticipa il primo album in studio, pubblicato come esclusiva Soundcloud il 27 aprile, Why Hello World. Esso contiene, oltre a diversi brani inediti, le versioni remixate di alcune delle canzoni con lei quali lei si è esibita al talent show, come Rolling in the Deep.
Nello stesso anno apre il Roman Reloaded Tour di Nicki Minaj insieme al rapper Tyga e collabora come co-scrittrice e featuring (nella versione remixata) al brano Automatic, singolo estratto da Pink Friday: Roman Reloaded, album sul cui tour basato.

### 2013-in corso:Knock Knock,Room 303e il terzo album in studio
Esce in seguito il singolo Do You Think of Me, brano dance pop che raggiunge la nona posizione nelle classifiche.
Il 12 febbraio 2013 pubblica il suo secondo album in studio, Knock Knock, nuovamente gratuito, promozionato dal singolo Here's to Everything (Ooh La La), primo estratto, brano che riscuote un successo minore rispetto a quelli precedenti, e si ritrova alla trentacinquesima posizione. In esso è presente anche la versione in studio della cover di Respect. Vengono caricate, successivamente, sul canale Youtube "FLAVOURMAG", le versioni acustiche dei brani Ugly Love e Silent Cry.
Nel 2014 annuncia di voler creare una casa discografica e di voler registrare un terzo album in studio ed un EP dal titolo Room 303, che viene però cancellato.
Nello stesso anno pubblica su Soundcloud il singolo Where Did We Go.

## Discografia

### Album
- 2012 - Why Hello World
- 2013 - Knock Knock

### Singoli
- 2012 - Home Run
- 2012 - Do You Think of Me
- 2013 - Here's to Everything (Ooh La La)
- 2014 - Where Did We Go